# Heliocheilus
Heliocheilus is een geslacht van vlinders van de familie Uilen (Noctuidae), uit de onderfamilie Heliothinae.

## Soorten
- H. albipunctella (de Joannis, 1925)
- H. biocularis (Gaede, 1915)
- H. bordati (Laporte, 1977)
- H. brenieri (Laporte, 1977)
- H. cana (Hampson, 1903)
- H. confertissima (Walker, 1865)
- H. discalis (Hampson, 1903)
- H. graminiovora (Laporte, 1977)
- H. multiradiata (Hampson, 1902)
- H. perdentata (Hampson, 1903)
- H. stigmatia (Hampson, 1903)
- H. syrticola (Staudinger, 1879)
- H. thomalae (Gaede, 1915)
- H. vercambrei (Laporte, 1977)